# Sólo pienso en ti (álbum)
Sólo pienso en ti es el octavo álbum de Lucero; fue lanzado al mercado mexicano en 1991 durante el programa de Siempre en Domingo; el compositor, arreglista y director de todos los temas fue el autor español Rafael Pérez Botija, en el cual se escucha a una Lucero más madura cantando temas románticos y en la que el compositor español encontró a una de sus más célebres intérpretes, además Lucero deja para siempre su imagen de artista juvenil para adquirir una imagen más madura, sensual, pícara y seductora.
Las canciones Electricidad, Amor secreto, Ya no, Tu desdén y Autocontrol fueron los sencillos que se destacaron en la radio; los sencillos "Ya no" y "Electricidad", "Nada como ser miss" y "Autocontrol", fueron #1 en la mayoría de los países latinoamericanos, convirtiéndose en clásicos de los 90 y en éxitos dentro de la trayectoria de Lucero.[cita requerida] Este material considerado el disco más vendido  de la discografía de Lucero con ventas estimadas mayores a 2 500 000 de copias vendidas tan solo en su año debut y  uno de los mejores discos vendidos por una cantante latina en los años 90, un año después de su lanzamiento el álbum había comercializado más de 5 millones de copias en toda Latinoamérica y los Estados Unidos.
Con este material, Lucero aumenta su popularidad en la comunidad hispana de los Estados Unidos y Sudamérica, así mismo gracias al éxito de este disco se le comienza a llamar con el mote: La novia de América.[cita requerida]

## Antecedentes
Lucero recibe el premio TVNovelas a Mejor actriz juvenil por su papel realizado en la telenovela Cuando llega el amor transmitida en 1990; de igual forma a inicios de ese mismo año, se presenta con gran éxito en el Festival Acapulco cantando sus éxitos más conocidos.
Una vez terminado estas presentaciones, la cantante comienza a trabajar en su siguiente producción musical buscando regresar a su estilo romántico y pop que siempre la había caracterizado desde inicios de su carrera; para esto, su compañía discográfica ya había estado hablando con el productor español Rafael Pérez Botija para que comenzara a trabajar en los temas del álbum.   Lucero comienza la grabación de estos temas en estudios de España, Venezuela y Estados Unidos.[cita requerida]

## Promoción
La presentación oficial de este nuevo material, así como el primer sencillo "Electricidad" se dieron a través de los programas de televisión Siempre en Domingo, y Sábado Sensacional, conducidos por Raúl Velasco y Gilberto Correa respectivamente; iniciando con bastante éxito la promoción del LP.  La canción Electricidad se convierte en poco tiempo en un éxito tanto en radio como su vídeo.[cita requerida]
Inmediatamente, se planea la presentación de la cantante en el Centro de Espectáculos El Patio en la capital mexicana, siendo un rotundo éxito en todas sus presentaciones. Además también se presentó en muchas ocasiones en Venezuela país donde se le cantó cumpleaños en una de sus presentaciones y en vivo [cita requerida]. 
El segundo sencillo fue la canción "Ya no" convirtiéndose también en un éxito, consolidando las ventas del disco.[cita requerida]
En febrero de 1992; Lucero es llamada para presentarse en el Festival de Viña del Mar; logrando un éxito rotundo en su presentación; a mitades de ese mismo año recibe el premio TVNovelas como la mejor cantante femenina de 1991.[cita requerida]

## Lista de canciones
Todos los temas son compuestos por el español Rafael Pérez Botija.

| Sólo pienso en ti |                          |          |  |
| N.º               | Título                   | Duración |  |
| 1.                | «Ya no»                  | 3:40     |  |
| 2.                | «Quién pudiera quererte» | 3:35     |  |
| 3.                | «Nada como ser Miss»     | 3:26     |  |
| 4.                | «Necesito tu amor»       | 4:12     |  |
| 5.                | «Electricidad»           | 4:05     |  |
| 6.                | «Tu desdén»              | 3:19     |  |
| 7.                | «Amor en primer grado»   | 2:55     |  |
| 8.                | «Amor secreto»           | 3:31     |  |
| 9.                | «Autocontrol»            | 3:32     |  |
| 10.               | «Sólo pienso en ti»      | 4:19     |  |
| 36:37             |                          |          |  |

## Certificaciones
| País           | Proveedor    | Certificación | Ventas    |
| -------------- | ------------ | ------------- | --------- |
| Argentina      | CAPIF        | 2 x Oro       | 150 000   |
| Chile          | IFPI (Chile) | Platino       | 50 000    |
| Colombia       | ASINCOL      | Oro           | 30 000    |
| Estados Unidos | RIAA (Latín) | Platino       | 200 000   |
| México         | AMPROFON     | 3x Platino    | + 500 000 |
| Paraguay       | IFPI         | Oro           | 5 000     |
| Perú           | AVIMPRO      | Platino       | 50 000    |
| Venezuela      | AVINPRO      | Platino       | 100 000   |

## Créditos de realización
- Autor letra y música de todos los temas: Rafael Pérez Botija
- Editora de todos los temas: América Musical
- Producción y dirección general: Rafael Pérez Botija
- Fotografía portada: Christian Besson
- Maquillaje: Óscar Burruel
- Peinado: Mike Salas
- Vestuario: Víctor Micha
- Grabado en los estudios:
  - Beat Street Studios, North Hollywood, California, Estados Unidos
  - Beat Street, Los Ángeles, California, Estados Unidos
  - Estudios Audio Uno, Caracas, Venezuela
  - T.M.F, Los Ángeles, California, Estados Unidos
  - T.M.F. Studio, Los Ángeles, California, Estados Unidos
  - TMF Studios, Los Ángeles, California, Estados Unidos
  - Tyrel Studio, Madrid, España
  - Tyrel, Madrid, España
- Ingenieros de sonido: Luis Carlos Esteban, Manolo Camacho, Barry Pundolph
- Grabación: Michael Thomson
- Todas las voces y coros: Lucero